# Marcin Gremboszewski
Marcin Gremboszewski (ur. ok. 1600, pochow. 14 maja 1655 w Gdańsku) – polski kompozytor, instrumentalista, kapelmistrz i literat.

## Życiorys
Przed 1626 był muzykiem kapeli królewskiej w Warszawie. Później wyjechał do Gdańska, gdzie w kapeli kościoła św. Jana grał na cynkach (kornetach). Od 1629 został zatrudniony jako flecista w kapeli Rady Miejskiej Gdańska. Grał biegle na wielu instrumentach, również harfie i lutni. Później (1629) był też związany zawodowo z Kościołem Mariackim w Gdańsku, gdzie występował jako instrumentalista i śpiewak. Możliwe, że mieszkając w Gdańsku pozostawał w kontaktach z dworem królewskim – po 1649 miał otrzymać od króla Jana Kazimierza starostwo urzędowskie. 
Marcin Gremboszewski był też literatem – prawdopodobnie jedynym pisarzem gdańskim swoich czasów, piszącym po polsku. Był obeznany z nowoczesnymi w tych czasach włoskimi rozwiązaniami inscenizacyjnymi. Przypisuje mu się autorstwo Tragedii o bogaczu i Łazarzu. 

## Kompozycje
- Canzoneto a 2 voci - na cynk (kornet), fagot, organy (basso continuo);
- Aria voce sola per un cornetto - na cynk i basso continuo;
- Contrapunctum super ut, re, mi, fa, sol, la - na 2 głosy (ćwiczenie kontrapunktyczne).

Rękopisy tych utworów przechowywane są w Archiwum Państwowym w Gdańsku.